# Traité d'Anagni

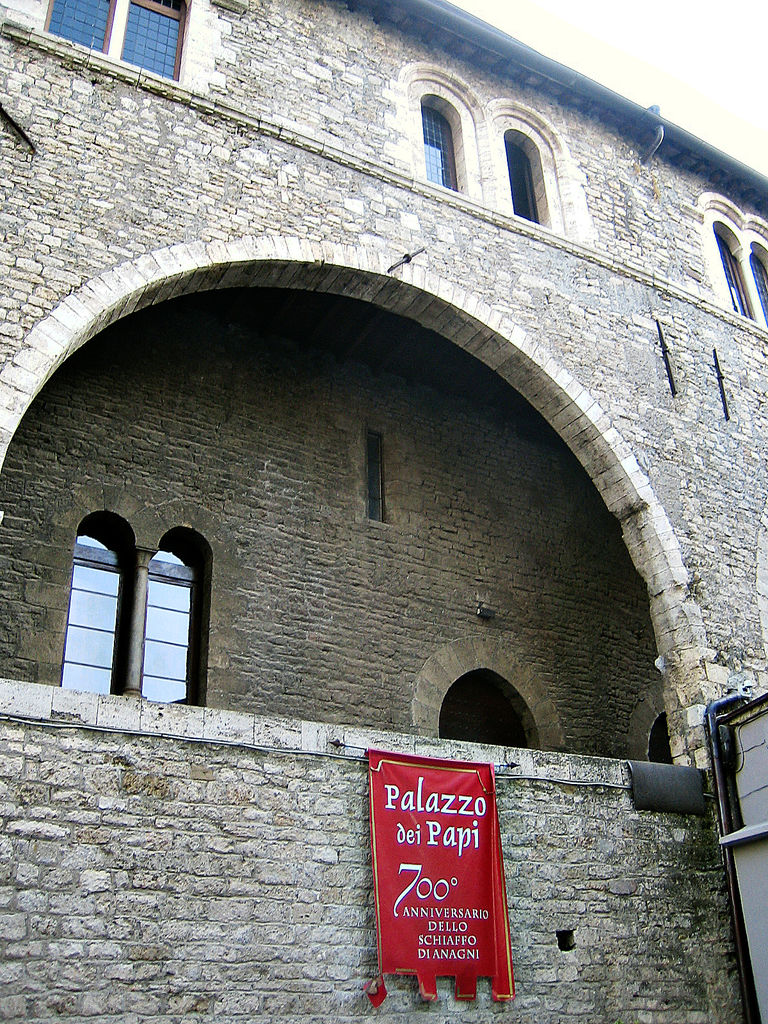
Le Palais des Papes à Anagni où le traité fut élaboré et signé.

Le traité d'Anagni est un accord de paix conclu le 12 juin 1295 entre le roi d'Aragon et la maison d'Anjou-Sicile concernant la souveraineté de la Sicile, récupérée par la Couronne d'Aragon à la suite des Vêpres siciliennes.
Anagni est une ville italienne de la province de Frosinone, dans laquelle résidèrent les papes à l'époque médiévale. Boniface VIII y naquit.

## Le traité
Le traité d'Anagni, qui n'était qu'un avenant au traité de Tarascon de 1291, fut signé le 20 juin 1295, sur l'initiative de  Boniface VIII, pour mettre un terme à la guerre opposant la couronne d'Aragon à la France au sujet de la Sicile, à la suite de la conquête de l'île par Pierre III d'Aragon, qui avait entraîné la Croisade d'Aragon. Il fut élaboré par le Pape Boniface VIII et les ambassadeurs de Jacques II d'Aragon, de Philippe IV de France et de Charles II de Naples, dit le Boiteux.

### Clauses principales du traité
Les clauses essentielles furent les suivantes :
- Mariage de Jacques II d'Aragon-Catalogne avec Blanche, fille de Charles II de Naples ;
- Mariage de Robert de Naples avec Yolande d'Aragon, sœur de Jacques ;
- Mariage de Frédéric d'Aragon avec Catherine de Courthenay, laquelle refuse l'union ;
- Retour de la Sicile au Saint-Siège, qui l'octroierait aux Angevins de Naples ;
- Aide militaire aux Angevins contre quiconque essaierait de s'emparer de l'île (Jacques II dut donc s'allier un temps aux Angevins contre son frère Frédéric, qui refusa le traité) ;
- Levée de l'excommunication papale contre Jacques II ;
- Renoncement par la France de la donation qu'avait faite le pape Martin IV à Charles de Valois de la couronne d'Aragon ;
- Restitution des Baléares à Jacques II de Majorque, sous tutelle du roi d'Aragon ;
- Arbitrage du pape sur le Val d'Aran ;
- Restitution à Charles II des conquêtes faites par Jacques II d'Aragon en Italie ;
- Echange des prisonniers et otages faits pendant la guerre, dont les fils de Charles d'Anjou, au pouvoir de Jacques II ;

### Clauses secrètes du traité
- Cession de la Corse et de la Sardaigne à Jacques II ;
- Aide militaire de l'Aragon au roi de France contre Édouard Ier d'Angleterre.

## Suites du traité
Ni Frédéric de Sicile, à qui son frère Jacques avait laissé la Sicile en montant sur le trône d'Aragon, ni les Siciliens n'acceptèrent ce traité et poursuivirent la lutte pour l'indépendance de l'île contre les troupes angevines et la flotte envoyée par le roi d'Aragon, en respect du traité.
Les dispositions du traité relatives à la paix entre la couronne d'Aragon et le royaume de Majorque ne furent appliquées qu'après le traité d'Argelès, signé en 1298.
Il allait falloir un autre traité, celui signé à l'occasion de la paix de Catalbellotta, en 1302, pour mettre fin au nouveau conflit.

## Sources et liens